# Losacino
Losacino ist ein nordwestspanischer Ort und eine Gemeinde (municipio) mit nur noch 187 Einwohnern (Stand: 2024) im Zentrum der Provinz Zamora in der Autonomen Gemeinschaft Kastilien-León. Neben dem gleichnamigen Hauptort Losacino besteht die Gemeinde aus den Ortschaften Castillo de Alba, Muga de Alba und San Martín de Tábara.

## Lage und Klima
Losacino liegt am westlichen Rand der Kastilischen Hochebene (Meseta Iberica) am Río Aliste in einer Höhe von ca. 700 m. Die Provinzhauptstadt Zamora ist gut 35 km (Fahrtstrecke) in südöstlicher Richtung entfernt. Das gemäßigte Kontinentalklima wird nur selten vom Atlantik beeinflusst; Regen (539 mm/Jahr) fällt vorwiegend im Winterhalbjahr.

## Bevölkerungsentwicklung
| Jahr      | 1970 | 1981 | 1991 | 2001 | 2011 | 2021 |
| Einwohner | 741  | 522  | 394  | 334  | 255  | 208  |

## Sehenswürdigkeiten
- Burganlage (Castillo de Alba)
- Pelagiuskirche in Losacino
- Eulalienkirche in Muga de Alba

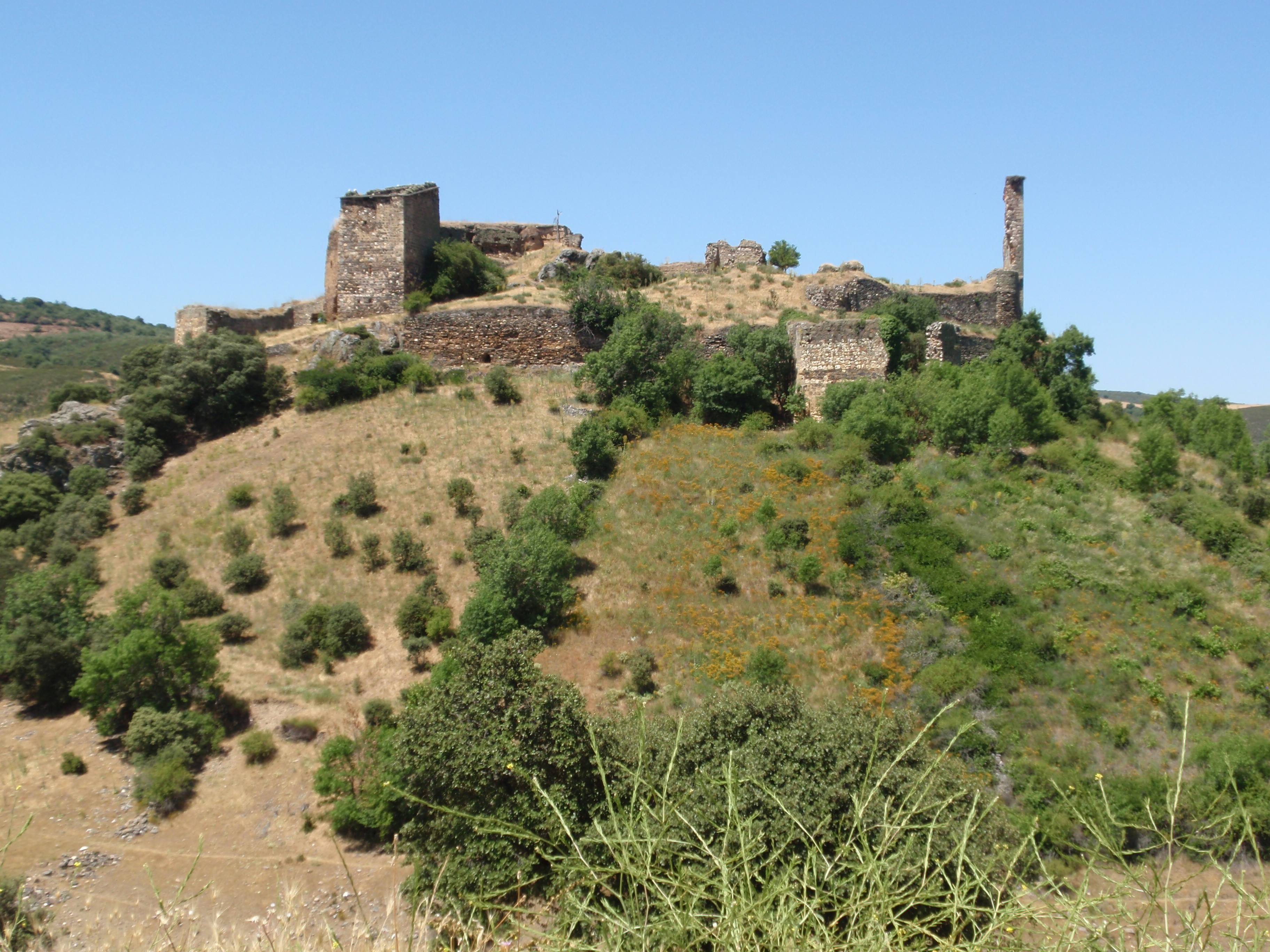
Burgruine Castillo de Alba
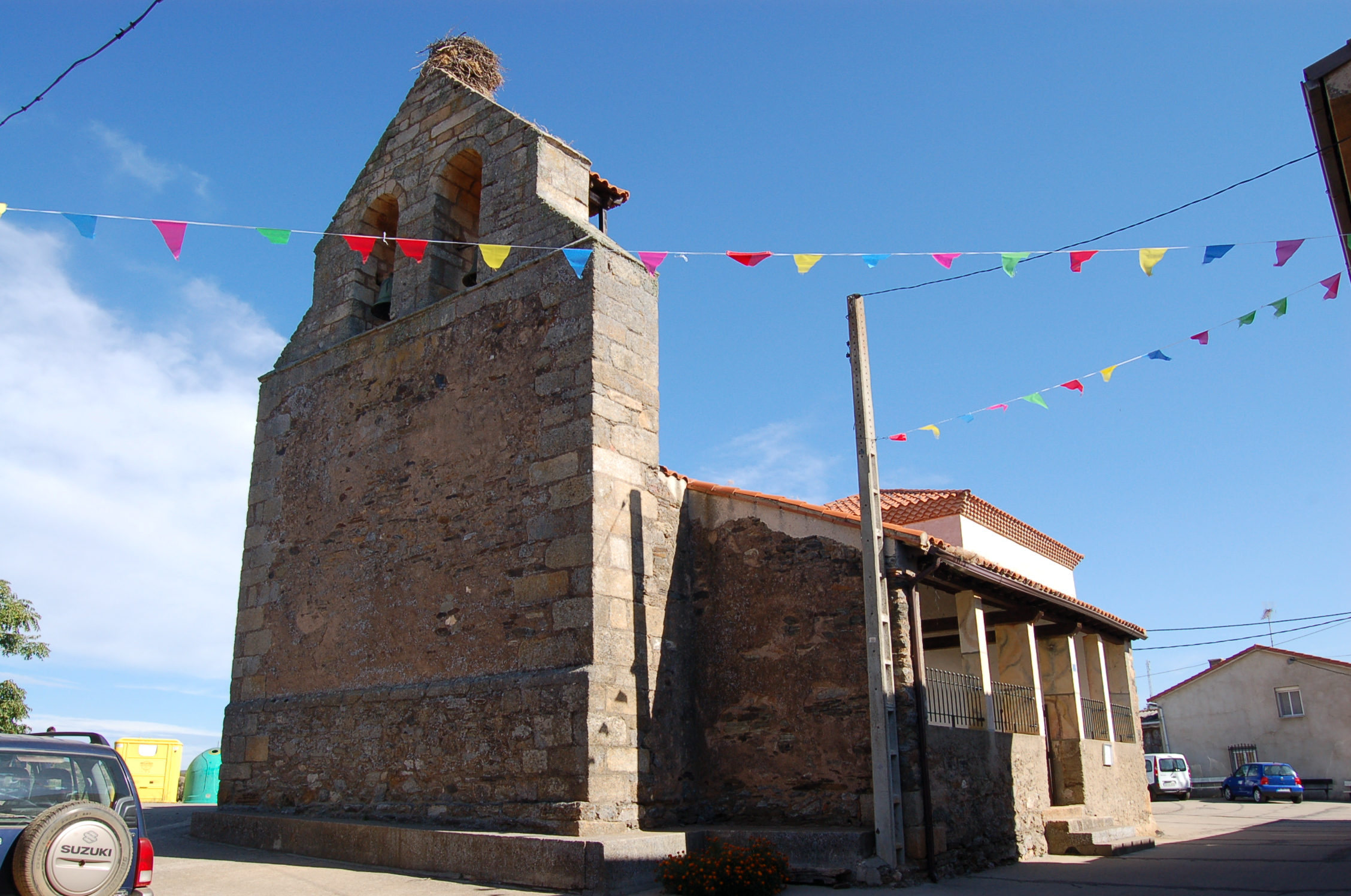
Pelagiuskirche
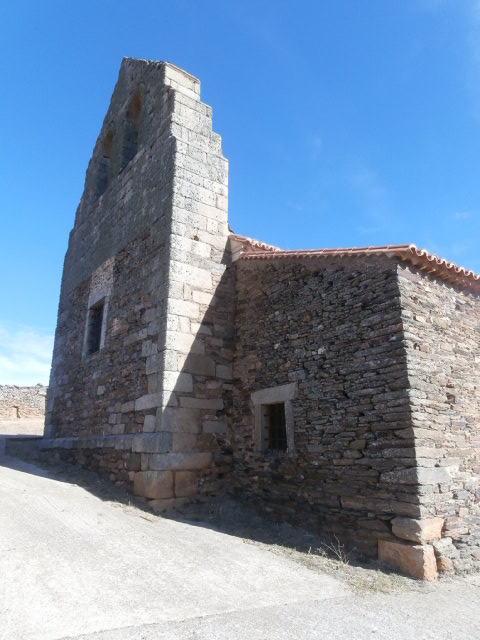
Eulalienkirche
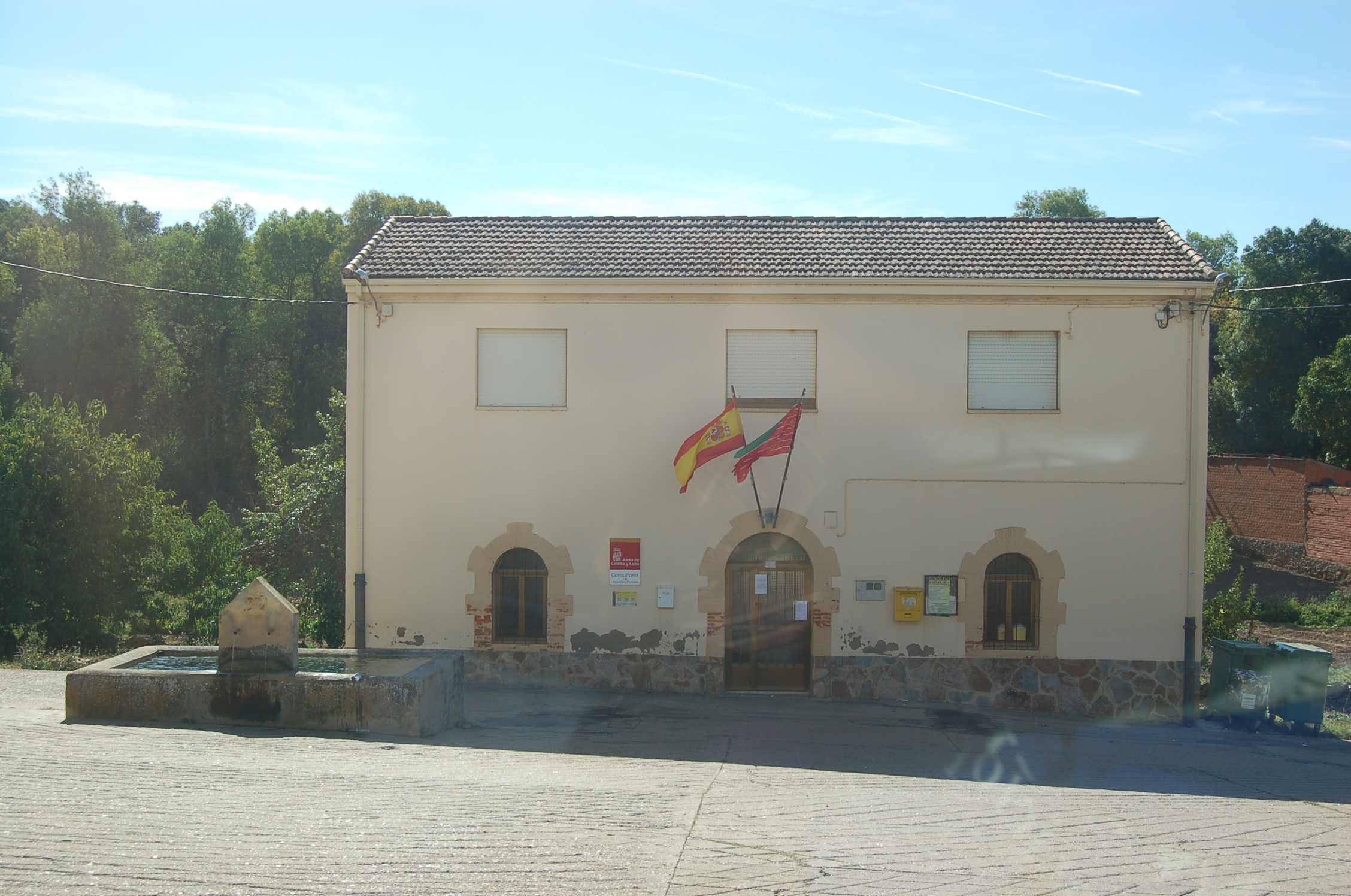
Rathaus